# 2008-as kanadai labdarúgókupa
A 2008-as kanadai labdarúgókupa (angolul: Canadian Championship) volt a kanadai labdarúgókupa 1. szezonja. A sorozat 2008. május 27-én kezdődött és július 22-én ért véget. A trófeát a Montréal csapata szerezte meg, a kupa története során első alkalommal.

## Tabella
| Hely. | Csapat              | M | Gy | D | V | G+ | G– | Gk | P | Továbbjutás vagy kiesés |     | MON | TOR | VAW |
| ----- | ------------------- | - | -- | - | - | -- | -- | -- | - | ----------------------- | --- | --- | --- | --- |
| 1.    | Montréal            | 4 | 2  | 1 | 1 | 5  | 2  | +3 | 7 | A kupa győztese         |     | —   | 0–1 | 2–0 |
| 2.    | Toronto             | 4 | 1  | 2 | 1 | 4  | 4  | 0  | 5 |                         |     | 1–1 | —   | 0–1 |
| 3.    | Vancouver Whitecaps | 4 | 1  | 1 | 2 | 3  | 6  | −3 | 4 |                         | 0–2 | 2–2 | —   |     |